# María Ruiz Solás
María de la Cabeza Ruiz Solás (Madrid, 9 de septiembre de 1970) es una periodista, empresaria y política española, diputada del Congreso de los Diputados por Vox en las legislaturas XIII, XIV y XV.

## Biografía
Es hija de un ingeniero de minas y un ama de casa procedentes de Andújar, Jaén; también es nieta de Guardia Civil. Estudió periodismo en la CEU San Pablo, entonces adscrito a la Universidad Complutense de Madrid, antes de trabajar para un periódico local. Más tarde fundó una editorial con su esposo enfocándose en la publicación y distribución de contenido en el sector automotriz y editó una revista de información local en Villaviciosa de Odón.

### Carrera política
Solás se unió a Vox en 2015. Durante las elecciones locales españolas de 2015, fue elegida concejala de Vox en Villaviciosa de Odón y se presentó sin éxito como candidata de Vox a la alcaldía del municipio en 2019.
En abril de 2019, fue elegida para el Congreso de los Diputados por Vox por Madrid. Fue reelegida durante las elecciones celebradas en noviembre del mismo año. En el Congreso, ha formado parte de las Comisiones de Turismo y Trabajo, Inclusión, Seguridad Social y Migración.
En las elecciones al Congreso de los Diputados de 2023 figura como número 2 en la lista de VOX por Madrid, después del presidente del partido, Santiago Abascal.